# Prodotiscus
A Prodotiscus a madarak (Aves) osztályának a harkályalakúak (Piciformes) rendjébe, ezen belül a mézkalauzfélék (Indicatoridae) családjába tartozó nem.

## Rendszerezésük
A nemet Carl Jakob Sundevall svéd zoológus 1850-ben, az alábbi 3 faj tartozik ide:
- Cassin-mézkalauz (Prodotiscus insignis)
- Wahlberg-mézkalauz (Prodotiscus regulus)
- zöldhátú mézkalauz (Prodotiscus zambesiae)

## Előfordulásuk
Afrika középső és déli részén honosak. 

## Megjelenésük
Az idetartozó madarak elmosódott, álcázó színeket viselnek; a háti részük szürke vagy szürkészöld, míg a hasi részük fehéres-szürke. Családjukon belül a legkisebb fajok.

## Életmódjuk
A rokonaiktól eltérően nem táplálkoznak méhviasszal. A papagájvirág (Strelitzia), a Callistemom, a gyapjúfa (Bombax), a Butea monosperma és a korallfa (Erythrina) nevű növények megporzói. A Cisticola-fajok, a nektármadárfélék (Nectariniidae) és egyéb hasonló madarak fészekparazitái.

## Fordítás
- Ez a szócikk részben vagy egészben  a   Honeybird című angol Wikipédia-szócikk ezen változatának fordításán alapul.  Az eredeti cikk szerkesztőit annak laptörténete sorolja fel. Ez a jelzés csupán a megfogalmazás eredetét és a szerzői jogokat jelzi, nem szolgál a cikkben szereplő információk forrásmegjelöléseként.